# 藤根車站
藤根站（日语：／ Fujine eki */?）位於岩手縣北上市，是東日本旅客鐵道（JR東日本）北上線的車站。

## 車站構造
對向式月臺擁有2面2線的地面車站。

### 月台配置
| 月台 | 路線    | 方向 | 目的地               |
| ---- | ------- | ---- | -------------------- |
| 1    | ■北上線 | 下行 | 安心湯田、橫手方向   |
| 1    | ■北上線 | 上行 | 北上方向（此站始發） |
| 2    | ■北上線 | 上行 | 北上方向             |

車站業務由北上站派員處理，並設有POS終端機與自動售票機。車站前設有郵筒與廁所。

## 車站周邊
- 秋田自動車道
- 岩手製鐵工場
- 北上市立和賀東小學
- 北上市立和賀東中學
- 縣道13號盛岡和賀線
- 縣道165號岩崎藤根線
- 縣道166號藤根停車場線
- 縣道192號後藤野野中線
- 縣道225號北上和賀線
- 國道107號（江釣子外環道）
- 和賀川

## 利用狀況
- 2007年度乘車旅客、1日平均203人。

## 歷史
- 1921年3月25日 - 開業。
- 1987年（昭和62年）4月1日 - 國鐵分割民營化後成為JR東日本轄下的車站。

## 相鄰車站
東日本旅客鐵道
■北上線
北上－江釣子（※）－藤根－立川目（※）－橫川目
（※）下行只限721D江釣子站及與之相鄰的柳原與立川目站不停靠。